# Сінченко Георгій Захарович
Георгій Захарович Сінченко (23 квітня 1914, село Суслово, тепер Маріїнського району Кемеровської області, Російська Федерація — після 1999, Київ, Україна) — український радянський діяч, міністр зв'язку Української РСР. Депутат Верховної Ради УРСР 6—10-го скликань. Кандидат у члени ЦК КПУ в 1961—1966 роках. Член Ревізійної Комісії КПУ в 1966—1986 роках. Голова Ревізійної Комісії КПУ в 1966—1971 роках.

## Життєпис
Народився в родині робітника. У 1935 році закінчив Томський залізничний технікум.
У 1935—1936 роках — електромеханік, у 1936—1943 роках — заступник начальника дистанції зв'язку, інженер-механік, начальник відділу зв'язку управління Красноярської залізниці РРФСР.
Член ВКП(б) з 1941 року.
У 1943—1944 роках — начальник частини зв'язку військово-експлуатаційного відділення із обслуговування прифронтових дільниць Білоруської і Кишинівської залізниць. З 1944 року — начальник відділу зв'язку управління Кишинівської залізниці Молдавської РСР, начальник дистанції зв'язку Кишинівської залізниці Молдавської РСР.
Освіта вища. У 1950 році без відриву від виробництва закінчив Ленінградський електротехнічний інститут залізничного транспорту.
У 1950—1953 роках — заступник начальника і головний інженер служби зв'язку Ковельської залізниці Волинської області. У 1953—1955 роках — начальник дистанції сигналізації і зв'язку Львівської залізниці; начальник Львівського обласного управління зв'язку.
У листопаді 1955 — квітні 1960 року — заступник міністра зв'язку Української РСР.
21 квітня 1960 — 11 січня 1984 років — міністр зв'язку Української РСР. У цей період проведена значна робота з переводу міжміського телефонного зв'язку в Україні на автоматичний набір абонентів та завершена автоматизація місцевого телефонного зв'язку, побудовані магістральні кабельні лінії міжміського зв'язку та зонові до всіх райцентрів.
Потім — на пенсії в Києві. У 2009 році у провідних вищих навчальних закладах зв'язку — Державному університеті телекомунікацій та Одеській національній академії зв'язку ім. О. С. Попова запроваджені стипендії імені Георгія Сінченка.

## Нагороди
- орден Леніна (1966)
- два ордени Трудового Червоного Прапора (,22.04.1974)
- Почесна грамота Президії Верховної Ради Української РСР (.04.1964)